# Aligot collblanc
L'aligot collblanc (Buteogallus lacernulatus) és una espècie d'ocell de la família dels accipítrids (Accipitridae). Habita boscos del sud-est del Brasil. El seu estat de conservació es considera vulnerable.

## Taxonomia
Tradicionalment inclòs al gènere Leucopternis, s'inclou avui al gènere Buteogallus, arran els treballs d'Amaral et al. (2009)